# Oligosita hilaris
Oligosita hilaris is een vliesvleugelig insect uit de familie Trichogrammatidae. De wetenschappelijke naam is voor het eerst geldig gepubliceerd in 1910 door Perkins.